# Casa de Windsor
Casa de Windsor este actuala Casă Regală a Regatului Unit al Marii Britanii. Casa Regală a fost creată la data de 17 iulie 1917, din ramura britanică a Casei de Saxa-Coburg și Gotha de către regele George al V-lea printr-o proclamație regală în 1917, ca urma a tensiunii politice la care a fost supus regele în timpul Primului Război Mondial. Regele George al V-lea, va schimba numele casei germane cu numele Windsor, localitate din Anglia, unde regele avea ca reședință, Castelul Windsor. Casa de Windsor este singura dinastie care a domnit simultan asupra unor țări din toate continentele din lume. Actualul cap al Casei de Windsor este regele Charles al III-lea.
În februarie 1960, regina Elisabeta a II-a a Regatului Unit a făcut cunoscut că urmașii ei vor purta numele de Mountbatten-Windsor, care este numele anglican al numelui german „Battenberg”. Soțul reginei, Prințul Philip, duce de Edinburgh, provine dintr-o linie nobiliară greco-daneză a casei Schleswig-Holstein-Sonderburg-Glücksburg.

## Lista monarhilor Casei de Windsor
| Portret | Nume                      | Începutul domniei | Sfârșitul domniei | Note                                                              |
| ------- | ------------------------- | ----------------- | ----------------- | ----------------------------------------------------------------- |
|         | Regele George al V-lea    | 6 mai 1910        | 20 ianuarie 1936  | fiu al lui Eduard al VII-lea.                                     |
|         | Regele Eduard al VIII-lea | 20 ianuarie 1936  | 11 decembrie 1936 | fiu al lui George al V-lea                                        |
|         | Regele George al VI-lea   | 11 decembrie 1936 | 6 februarie 1952  | fiu al lui George al V-lea și fratele regelui Eduard al VIII-lea. |
|         | Regina Elisabeta a II-a   | 6 februarie 1952  | 8 septembrie 2022 | fiica lui George al VI-lea.                                       |
|         | Regele Charles al III-lea | 8 septembrie 2022 | pe tron           | fiul Elisabetei a II-a                                            |